# Baile fusión
El baile fusión es un tipo de baile contemporáneo en pareja que combina diferentes estilos de baile para crear una nueva estética. Por lo general, es un enfoque de baile improvisado y directo que no se ajusta a ningún estilo de baile definido en particular. El baile fusión puede implicar la creación de un nuevo estilo de baile, la combinación de estilos existentes, o ambos.

## Técnica
El baile fusión puede emplear cualquier técnica de baile, o combinación arbitraria de técnicas, asociada con cualquier tipo de baile. Por lo general, incorpora técnicas de asociación de baile como conexión, extensión-compresión y marco, y también puede utilizar otras técnicas como la técnica de ballet, el contact improvisación y el popping.

## Música
El baile fusión enfatiza la musicalidad. El estilo musical puede influir en la elección del estilo de baile de un bailarín de fusión. Por ejemplo, un bailarín podría utilizar popping en respuesta a la música hip hop.

## Festivales de fusión
Los «festivales de fusión» se llevan a cabo en varios lugares en los Estados Unidos. Estos son típicamente eventos de tres días en los que se enseñan diversos estilos de danza durante el día y se realizan bailes sociales por las noches. Algunos festivales enfatizan estilos de baile específicos, como el tango argentino, el slow lindy hop, el west coast swing o el baile blues, mientras que otros abarcan todos los estilos de baile.